# یواس‌اس روآن (دی‌دی-۷۸۲)
یواس‌اس روآن (دی‌دی-۷۸۲) (به انگلیسی: USS Rowan (DD-782)) یک کشتی بود که طول آن ۳۹۰ فوت ۶ اینچ (۱۱۹٫۰۲ متر) بود. این کشتی در سال ۱۹۴۴ ساخته شد.